# 배개
배개(裴蓋, ? ~ ?)는 전한의 관료이다.

## 행적
수형도위를 지냈다.
배개는 오로지 《신당서》에서만 존재가 확인되는 인물로, 《한서》 등 전한 관련 사료에서는 보이지 않는다.

## 출전
구양수 외, 《신당서》 권71상 재상세계1 상
| 전임 (불명) | 전한의 수형도위 ? ~ ? | 후임 (불명) |